# Bessenyei Ferenc (színművész)
Bessenyei Ferenc (Hódmezővásárhely, 1919. február 10. – Lajosmizse, 2004. december 27.) a Nemzet Színésze címmel kitüntetett, kétszeres Kossuth-díjas magyar színművész, érdemes és kiváló művész, a Halhatatlanok Társulatának örökös tagja.

## Pályája
1940-ben a szegedi Városi Színházban kezdte pályáját, 1942-től a Miskolci Nemzeti Színházban, 1944-től a budapesti Nemzeti Színházban, utána több helyen (Budai Színház, Vígszínház, Hódmezővásárhely, Magyar Színház), majd újra Miskolcon szerepelt. A Szegedi, majd a Pécsi Nemzeti Színházban is játszott egy-egy évadot. 1950-től 1963-ig, 1967-től 1973-ig, majd 1980-tól 2000-ig a Nemzeti Színház művésze. 2000-től a korábbi Nemzeti társulatában maradt, így a Magyar Színház tagja lett. 1963-tól 1967-ig, majd 1973–1980 között a Madách Színházban játszott. 1981 után nyugalomba vonult, csak szerepekre szerződött 1997-ig, utána lajosmizsei tanyáján élt, visszavonultan. Élete utolsó napjáig aktív volt, színházba járt, kitüntetést vett át (az utolsót 2004. december 1-jén), tévéinterjút adott (az utolsót 2004. december 7-én, amelyet december 24-én sugárzott a televízió). Otthonában, békésen hunyt el. Római katolikus szertartás keretében, a Farkasréti temetőben helyezték örök nyugalomra.
Közel 80 filmben és több tévéjátékban volt főszereplő.
Özvegye, B. Élthes Eszter Férjem, a komédiás címmel írt róla könyvet, amely 2004 novemberében jelent meg.

## Színpadi szerepei

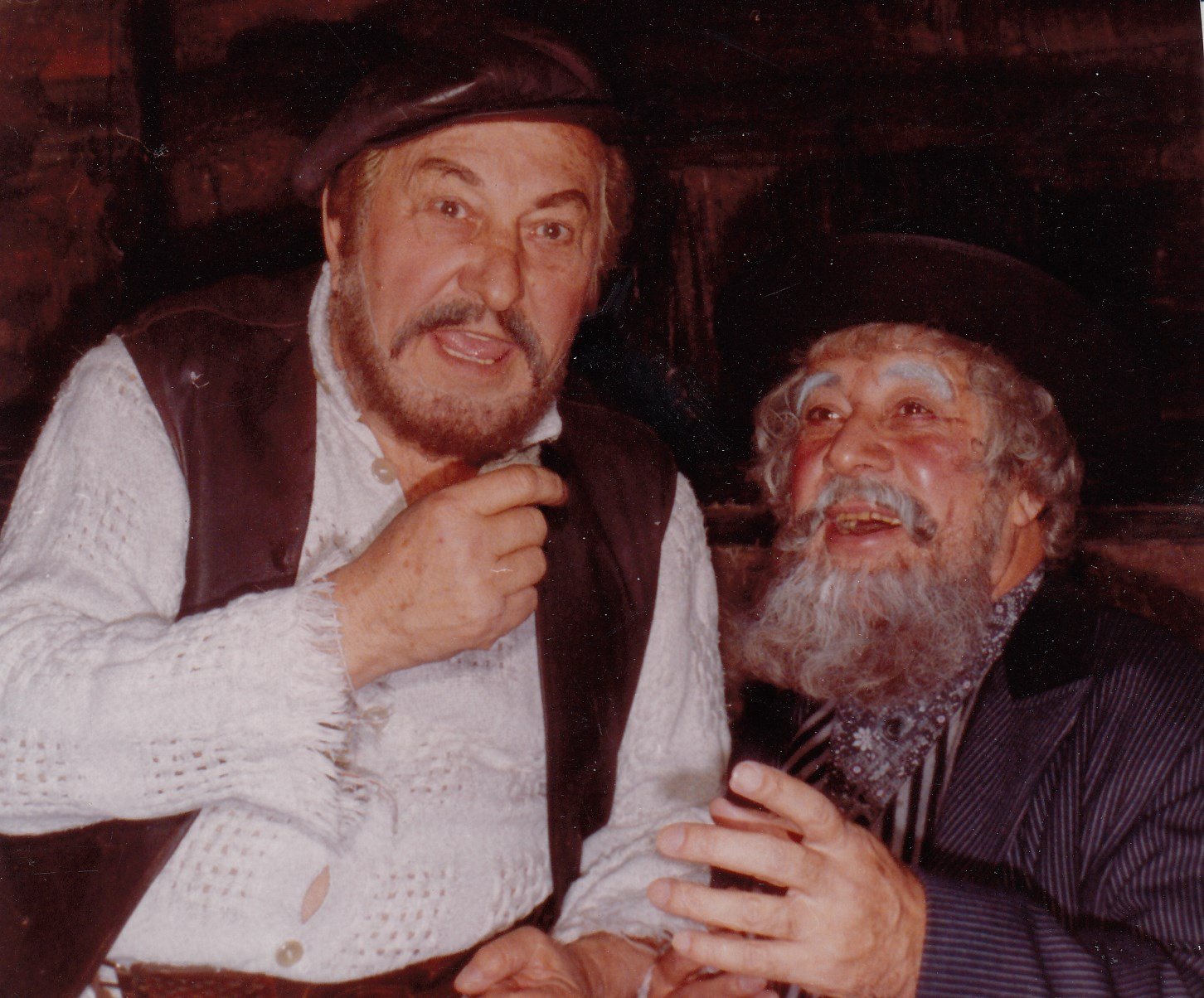
Mucsi Sándorral a Hegedűs a háztetőn című darabban

- Peer Gynt (Henrik Ibsen: Peer Gynt)
- Bethlen Gábor (Móricz Zsigmond: Boszorkány)[4]
- Giovanni (Herczeg Ferenc: Bizánc)
- Flambeau (Edmond Rostand: A sasfiók)
- Svángya (Konsztantyin Trenyov: Ljubov Jarovaja)
- Tyetyerev (Gorkij: Kispolgárok)
- Tyrone (Eugene O’Neill: Hosszú út az éjszakába)
- Claudius (William Shakespeare: Hamlet)
- Bánk bán (Katona József: Bánk bán)
- Kossuth (Illyés Gyula: Fáklyaláng)
- Fegya (Tolsztoj: Élő holttest)
- Görgey (Németh László: Az áruló)
- Hódi professzor (Németh László: Mathiász panzió)
- Colbert (Németh László: Colbert)
- Széchenyi (Németh László: Széchenyi István)
- Ádám (Madách Imre: Az ember tragédiája)
- Szakhmáry Zoltán, előtte Zséllyei Balogh Ábel, majd Csörgheő Csuli (Móricz Zsigmond: Úri muri)
- Háry János (Kodály Zoltán: Háry János)
- Galilei (Bertolt Brecht: Galilei)
- Othello (Shakespeare: Othello)
- Falstaff (Shakespeare: A windsori víg nők)
- Asztrov (Csehov: Ványa bácsi)
- Dózsa (Illyés Gyula: Dózsa György című darabjában)
- Dózsa (Székely János: Dózsa c. monodrámájában)
- Newton, (Friedrich Dürrenmatt: A fizikusok)
- Higgins (Lerner–Loewe: My Fair Lady)
- Barney Cashman (Neil Simon: Az utolsó hősszerelmes)
- Tevje (Bock–Stein: Hegedűs a háztetőn)
- Kerekes Ferkó (Kálmán Imre: Csárdáskirálynő)
- Dragomir (Kálmán Imre: Marica grófnő)
- Zorba (Kander–Stein: Zorba)
- A pápa (João Bethencourt: A nap, amelyen a pápát elrabolták)
- I. Lipót (Weöres Sándor: A kétfejű fenevad)
- Kreon (Eörsi István: Tragédia magyar nyelven)
- Kleitosz (Sütő András: Szuzai menyegző)
- János mester (Márai Sándor: Kassai polgárok)
- Noszty Pál (Mikszáth Kálmán: A Noszty fiú esete Tóth Marival)
- Matthias Clausen (Gerhart Hauptmann: Naplemente előtt)
- Bagó (Kacsóh Pongrác–Heltai Jenő: János vitéz)
- II. Fülöp (Friedrich Schiller: Don Carlos)
- Kányai (Szigligeti Ede: Liliomfi)
- Galilei (Németh László: Galilei)
- Az Úr (Madách Imre: Az ember tragédiája)
- Lear király (Shakespeare: Lear király)
- Dávid Ferenc (Páskándi Géza: Vendégség)

## Filmjei
- 1951: Gyarmat a föld alatt – Strumpf
- 1951: Teljes gőzzel – Pongrácz
- 1951: Ütközet békében – Antal
- 1951: Vihar – Pörneczi Gáspár, Tsz elnök
- 1953: A harag napja – Sós Ferenc
- 1953: A város alatt – Géza
- 1953: Föltámadott a tenger 1-2. – Gábor Áron
- 1953: Ifjú szívvel – Varga, iskolaigazgató
- 1953: Kiskrajcár – Turi
- 1955: Különös ismertetőjel – Szabó Imre
- 1956: A császár parancsára – Hajnóczy
- 1956: Hannibál tanár úr – Hannibál
- 1956: Keserű igazság[5] – Sztankó
- 1956: Szakadék – Böröcz Horváth
- 1957: Láz – Szabó Barna
- 1959: Kölyök – Igazgató
- 1960: Az arcnélküli város – Takács Imre ezredes
- 1960: Dúvad – Ulveczki Sándor
- 1960: Légy jó mindhalálig! – Igazgató
- 1960: Virrad – Vándor ezredes
- 1960: Zápor – Miskei
- 1961: Alba Regia – Szovjet őrnagy
- 1961: Délibáb minden mennyiségben – Kálmán
- 1961: Napfény a jégen – Rezső
- 1961: Nem ér a nevem – Barcsai
- 1961: Puskák és galambok – Boda János
- 1962: Fagyosszentek – Gyepes Sándor
- 1962: Félúton – Drahos
- 1962: Húsz évre egymástól – Bálint István
- 1962: Isten őszi csillaga – Béla bácsi
- 1963: Pacsirta – Latintanár
- 1964: A kőszívű ember fiai 1-2. – Görgei Artúr tábornok
- 1964: Ha egyszer húsz év múlva – Takács Sándor
- 1964: Már nem olyan időket élünk – Vezérigazgató
- 1964: Másfél millió – Igazgató
- 1965: Fény a redőny mögött – Detektív
- 1965: Iszony – Bodolay
- 1966: Aranysárkány – Dr. Barabás
- 1966: Egy magyar nábob – Kárpáthy János
- 1966: Fügefalevél – Pattantyús, főszerkesztő
- 1966: Sok hűség semmiért – Orvos
- 1967: A koppányi aga testamentuma – Csomai kapitány
- 1967: Az özvegy és a százados – Donner János
- 1968: Egri csillagok 1-2. – Török Bálint
- 1968: Az utolsó kör – Venczel István
- 1970: Ítélet – Dózsa György
- 1970: Szerelmi álmok – Liszt 1-2. – Vörösmarty Mihály
- 1971: Hahó, Öcsi! – A sárkány (hang)
- 1972: Harminckét nevem volt – Gombos-Götz
- 1973: János vitéz – Az óriáskirály és jobbágyai (hang)
- 1976: Fedőneve: Lukács – Posos, olasz tábornok
- 1976: Labirintus – Bíró
- 1980: A mérkőzés – Kurucz elvtárs, megyei rendőrfőkapitány
- 1982: Elveszett illúziók – Dóri Albert
- 1985: Lutra – Mesélő (hang)
- 1987: A másik ember – Bojtár Bálint
- 1987: Érzékeny búcsú a fejedelemtől – Bethlen Gábor

## Tévéfilmjei
- 1960: Zsuzsi – Balogh, kőfejtő
- 1961: Nő a barakkban
- 1962: A medve
- 1962: Epeios akció – Epeios
- 1962: És Ön mit tud?
- 1963: Elektra – Aigüszthosz
- 1963: Fáklyaláng – Kossuth Lajos
- 1963: Kreutzer szonáta – Férj
- 1964: Az idegen ember
- 1964: Hókirálynő
- 1964: Két találkozás – Ezredes
- 1964: Példázat: Tegnapi bölcsesség
- 1965: A helység kalapácsa – Széles tenyerű Fejenagy
- 1965: Boldog újévet, Rüdiger úr!
- 1965: Rembrandt – Rembrandt
- 1966: Oly korban éltünk 1-5.
- 1967: Máglyák Firenzében
- 1967: Malva
- 1968: Iphigenia Auliszban
- 1968: Legenda a páncélvonatról
- 1969: A fejedelem
- 1969: Az ember tragédiája – Az Úr hangja
- 1970: A fehér kór
- 1970: Ágis tragédiája – Leonidás, Spárta királya
- 1970: Eklézsia megkövetés
- 1970: Valaki a sötétből
- 1971: A fekete város 1-7. – Görgey Pál, Szepes vármegye alispánja
- 1971: A képzelt beteg – Argan
- 1971: Csendélet – Sóváry, színész
- 1971: Diagnózis – Sobók András
- 1971: Egy óra múlva itt vagyok… 1-14. – Valkó Antal
- 1971: Rózsa Sándor 1-12. – Mesélő (hang)
- 1972: A csodadoktor – Olasz Pál, a csodadoktor
- 1972: A tűz balladája – Kovácsmester
- 1972: Az 1001. kilométer – Szerző
- 1972: Híres szökések – Szalontay
- 1972: Kísérleti dramaturgia
- 1972: Pályakorrekció
- 1973: A lámpás – Buzsáky
- 1973: A menekülő herceg – Szalontay György bíró
- 1973: Az áruló – Görgey Artúr
- 1973: Cserepes Margit házassága – Cserepes Ferenc
- 1973: Lúdláb királynő – Jerome Coignard abbé
- 1973: Trójai nők – Poszeidon
- 1973: Velünk kezdődik minden – Anti apja
- 1973: Zrínyi 1-3. – Zrínyi Miklós
- 1974: Elektra – Mester
- 1974: Enyém a világ
- 1974: Felelet 1-8. – Farkas Zénó
- 1974: Intőkönyvem története – Dallos Sándor
- 1974: Méz a kés hegyén
- 1974: Volpone – Leone
- 1975: Kapupénz – Tulipán János állami ítéletvérehajtó
- 1975: Keresztút – Raktáros
- 1975: Othello
- 1975: Széchenyi
- 1976: A délibábok hőse
- 1976: A fej
- 1976: A szerelem bolondjai – Harter Nándor
- 1976: Beszterce ostroma 1-3. – Pongrácz István
- 1976: Csongor és Tünde – Tudós
- 1976: Robog az úthenger 1-6. – Gajdos Bálint
- 1977: Galilei – Galilei
- 1977: Sir John Falstaff – Falstaff
- 1978: A két Bolyai – Bólyai Farkas
- 1978: Kiálts város! – Sztavriász
- 1978: Lear király – Lear, Britannia királya
- 1979: Bolondok kvártélya – Palaczki Gáspár
- 1981: Nyári zsoltár
- 1982: A helytartó
- 1982: A nyomozás – dr. Nagy rendőrfőtanácsos
- 1982: A tanszék
- 1982: Különös házasság 1-4. – Dőry báró
- 1983: A béke szigete – Alapy Gáspár polgármester
- 1983: Mint oldott kéve 1-7. – Mednyánszky
- 1985: A nagymama – Örkényi Vilmos
- 1986: A falu jegyzője 1-4. – Vándory
- 1988: A rablólovag – Ferenc gróf
- 1990: Zenés TV Színház: Erdők szép virága – Peterdi
- 1992: A templomos lovagok kincse 1-13. – Nagymester
- 1992: Egy diáktüzér naplója
- 2000: Millenniumi mesék – Eötvös József
- 2001: Zsaruvér és Csigavér I.: A királyné nyakéke – Öreg színész

## Szinkronszerepei
| Év   | Cím                                                          | Szereplő                             | Színész              | Szinkron év |
| ---- | ------------------------------------------------------------ | ------------------------------------ | -------------------- | ----------- |
| 1934 | Csapajev (1. magyar szinkron)                                | Zhikharev                            | Nyikolaj Szimonov    | 1951        |
| 1939 | Lenin 1918-ban                                               | Vaszilij, Lenin védence              | Nyikolaj Ohlopkov    | 1952        |
| 1942 | Casablanca                                                   | Sam                                  | Dooley Wilson        | 1966        |
| 1948 | Kellemetlenkedők                                             | N/A                                  | N/A                  | 1954        |
| 1949 | Lúdas Matyi                                                  | Főispán                              | Rajczy Lajos         | 1961        |
| 1950 | Megacélozottak                                               | N/A                                  | N/A                  | 1951        |
| 1950 | Titkos megbízatás                                            | Gawrey                               | Szergej Vecseszlov   | 1950        |
| 1951 | Feledhetetlen 1919                                           | Shibajev                             | Borisz Andrejev      | 1952        |
| 1952 | Széttört bilincsek                                           | Szigizmund Ignatyevics Szerakovszkij | Ivan Pereverzev      | 1953        |
| 1952 | Hűtlen asszonyok (1. magyar szinkron)                        | Giulio Cantagalli                    | Giulio Calì          | 1954        |
| 1953 | Julius Caesar (1. magyar szinkron)                           | Julius Caesar                        | Louis Calhern        | 1961        |
| 1953 | Őrs a hegyekben                                              | Morrov                               | Vlagyimir Belokurov  | 1954        |
| 1954 | A Zsurbin-család                                             | Ilja Matvejevics Zsurbin             | Borisz Andrejev      | 1955        |
| 1954 | Husz János                                                   | N/A                                  | N/A                  | 1956        |
| 1954 | Keresem az igazságot                                         | N/A                                  | N/A                  | 1955        |
| 1954 | Papa, mama, ő meg én                                         | N/A                                  | N/A                  | 1955        |
| 1954 | Valahol már találkoztunk                                     | N/A                                  | N/A                  | 1955        |
| 1955 | Othello                                                      | Othello                              | Szergej Bondarcsuk   | 1956        |
| 1955 | Vízkereszt                                                   | Antonio                              | Szergej Lukjanov     | 1956        |
| 1956 | Jó napot, doktor!                                            | N/A                                  | N/A                  | 1961        |
| 1957 | Tisztes úriház (1. magyar szinkron)                          | Narcisse Bachelard                   | Henri Vilbert        | 1961        |
| 1957 | Éljen a vakáció!                                             | N/A                                  | N/A                  | 1963        |
| 1958 | A nagy családok (1. magyar szinkron)                         | Lucien Maublanc                      | Pierre Brasseur      | 1960        |
| 1958 | A törvény                                                    | Don Cesare                           | Pierre Brasseur      | 1970        |
| 1959 | A vár titka                                                  | Mester                               | Agadadas Qurbanov    | 1961        |
| 1959 | Meghasonlás                                                  | Lazar Baulin                         | Borisz Andrejev      | 1960        |
| 1960 | Candide, avagy a XX. század optimizmusa                      | A feketéző                           | Jean Richard         | 1962        |
| 1961 | A világ minden aranya (1. magyar szinkron)                   | Mathieu, Dumont fia                  | Bourvil              | 1962        |
| 1961 | Bekerítve                                                    | Karl                                 | Hans Christian Blech | 1962        |
| 1961 | Mamlock professzor                                           | N/A                                  | N/A                  | 1961        |
| 1962 | Nápoly négy napja                                            | A javítóintézet igazgatója           | Georges Wilson       | 1964        |
| 1962 | Út a kikötőbe                                                | Roszomaha fedélzetmester             | Borisz Andrejev      | 1963        |
| 1963 | Optimista tragédia                                           | Vozák                                | Borisz Andrejev      | 1963        |
| 1963 | Robbantsunk bankot!                                          | Biciklis rendőr                      | Georges Wilson       | 1965        |
| 1964 | A kém nyomában                                               | Luba őrnagy                          | Henryk Bąk           | 1964        |
| 1964 | A nyírfa                                                     | Levko bácsi                          | Arvo Kruuszement     | 1965        |
| 1964 | Doni elbeszélés (1. magyar szinkron)                         | Fehér kozák                          | Leonyid Parhomenko   | 1964        |
| 1964 | Egy óra Alfred Hitchcockkal – II/23. rész: A gyilkossági ügy | Philadelphia Harry                   | Telly Savalas        | 1970        |
| 1964 | Hamlet                                                       | Claudius király                      | Mihail Nazvanov      | 1964        |
| 1964 | Könnyű élet                                                  | Muromcev                             | Rosztyiszlav Pljatt  | 1965        |
| 1965 | Falstaff (1. magyar szinkron)                                | Falstaff                             | Orson Welles         | 1967        |
| 1966 | Maigret felügyelő csapdája                                   | Maigret felügyelő                    | Gino Cervi           | 1969        |
| 1966 | Woyzeck                                                      | Woyzeck                              | Hans Christian Blech | 1968        |
| 1967 | Anjuta útja                                                  | Danila Zsulega                       | Jevgenyij Poloszin   | 1970        |
| 1968 | Az oroszlán télen (1. magyar szinkron)                       | II. Henrik király                    | Peter O’Toole        | 1972        |
| 1968 | Virinea                                                      | Magora                               | Anatolij Papanov     | 1970        |
| 1970 | Mouret abbé vétke                                            | Jeanbernat                           | Fausto Tozzi         | 1972        |
| 1971 | Hegedűs a háztetőn (1. magyar szinkron)                      | Tevje                                | Hajím Topól          | 1990        |
| 1973 | Tűzoltó utca 25.                                             | Szentiványi                          | Erwin Geschonnek     | 1973        |
| 1975 | Comenius                                                     | Rembrandt                            | Paul Verhoeven       | 1978        |
| 1975 | Hugó, a víziló (rajzfilm)                                    | Mesélő (hang)                        | Burl Ives            | 1975        |
| 1976 | Talpuk alatt fütyül a szél                                   | Farkos Csapó Gyurka                  | Đoko Rosić           | 1976        |
| 1977 | Koldus és királyfi (1. magyar szinkron)                      | VIII. Henrik                         | Charlton Heston      | 1979        |

## Emlékezete

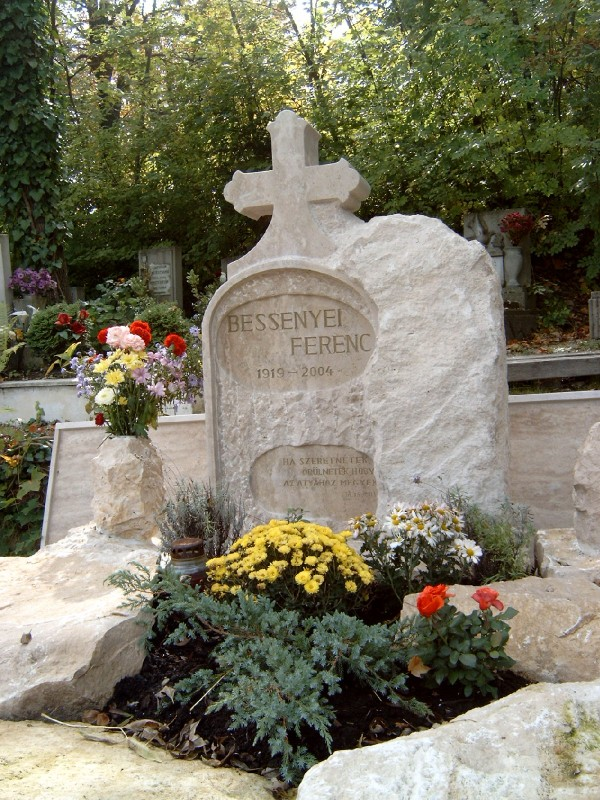
Bessenyei Ferenc sírja a Farkasréti temetőben

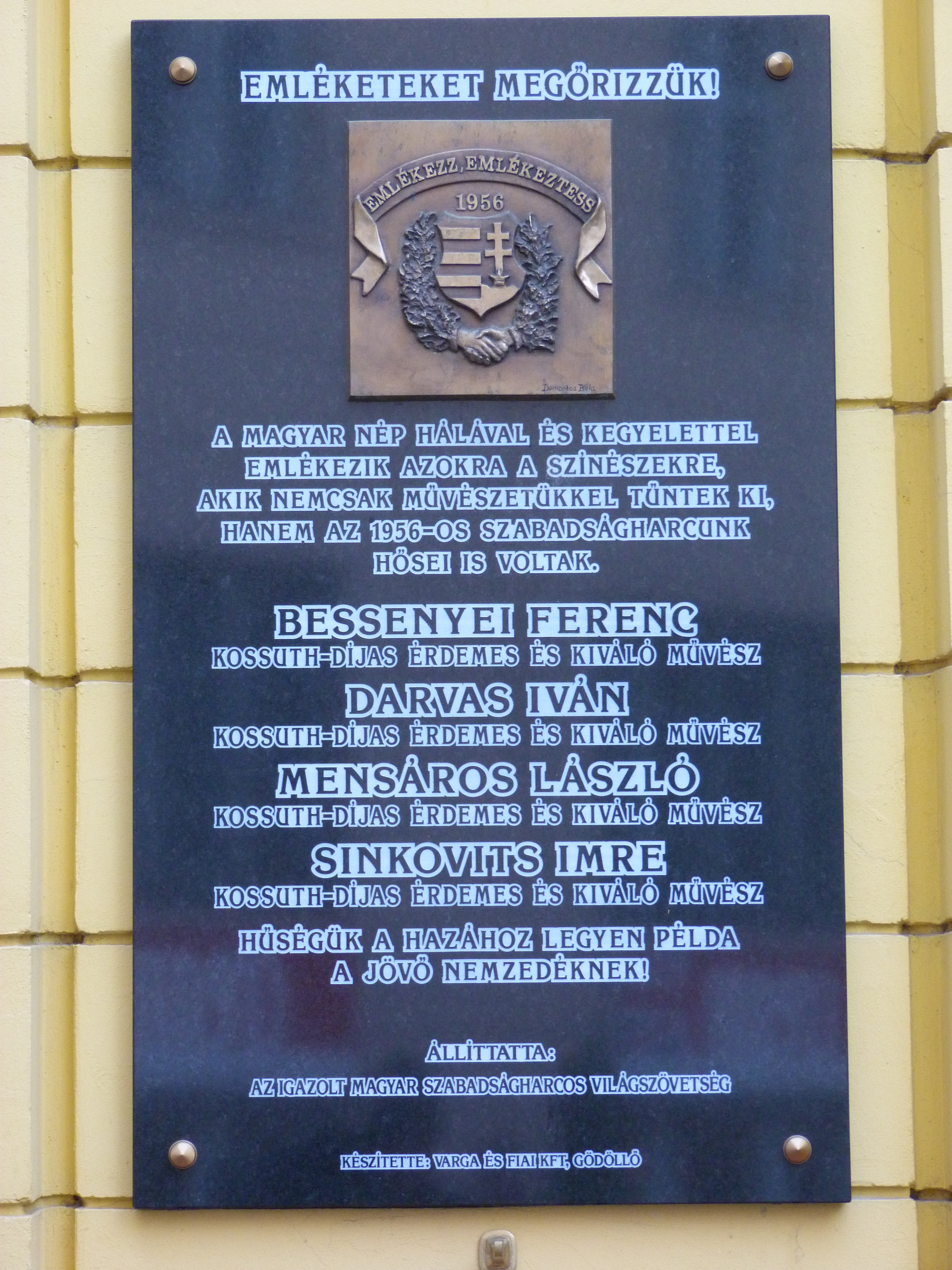
Emléktáblája a Corvin közben

- Tiszteletére emléktáblát avattak a Corvin közben.
- 2008 szeptemberében a Nemzeti Színház szoborparkjában szobrot állítottak neki.
- 2008-ban Bessenyei Művészeti Díjat alapított Hódmezővásárhely Önkormányzata.
- 2012-ben Hódmezővásárhelyen avatták fel a Bessenyei Ferenc Művelődési Központot.
- 2012. március 25-én, a Nemzeti Színház megnyitásának 10. évfordulóján adták át a nemzet színészei közt őt is ábrázoló falképet (graffiti) a Rákóczi híd pesti hídfőjén.
- 2014-ben közönségszavazás után páholyt neveztek el róla a Nemzeti Színházban.

## Kitüntetései, elismerései
- Farkas–Ratkó-díj (1951)
- Kossuth-díj (1953, 1955)
- Érdemes művész (1954)
- Kiváló művész (1970)
- SZOT-díj (1978)
- Munka Érdemrend arany fokozata (1979)
- EMeRTon-díj (1988)
- A Magyar Népköztársaság Zászlórendje (1989)
- A Nemzeti Színház örökös tagja (1989)
- A Magyar Köztársasági Érdemrend középkeresztje (1994)
- Várszínházért-díj (1994)
- Örökös tag a Halhatatlanok Társulatában (1997)
- Magyar Örökség díj (2000)
- A Nemzet Színésze (2000)
- Magyar Művészetért díj (2004)
- Hódmezővásárhely díszpolgára (2004)
- Lajosmizse díszpolgára (2004)[6]

## Diszkográfia, hangjáték
- Dienes András: Vak Bottyán (1951)
- Kolozsvári András: A lipcsei per (1951)
- Bárány Tamás: Vasból való vár (1952)
- Edmond Rostand: Cyrano de Bergerac (1952)
- Vészi Endre: A vashuta emberei (1952)
- Katona József: Bánk bán (1955)
- Kazakevics: Csillag (1955)
- Alois Jiràsek: Husz és Zsiska (1956)
- Eötvös Károly: A vén tölgy meséje (1961)
- Kodolányi János: Vidéki történet (1961)
- Rozov, Viktor: Szerelmes a gyerek (1961)
- William Shakespeare: Rómeó és Júlia (1961)
- Vagyim Kozsevnyikov: Ismerjék meg Balujevet! (1961)
- Aiszkhülosz: Eumeniszek (1962)
- Irwin Shaw: Hazafiak (1962)
- Molnár Ferenc: Előjáték a Lear királyhoz (1963)
- Atukagava: A cserjésben (1964)
- Fáklyavivők - dalok, hősök, emlékek (1964)
- Gilgames (1964)
- Conan Doyle, Arthur: A sátán kutyája (1966)
- Balogh László: Fekete tó, fekete ég (1967)
- Katajev, Valentyin: A kör négyszögesítése (1967)
- Mikszáth Kálmán: A két koldusdiák (1967)
- Vészi Endre: Passzív állomány (1967)
- Graham Billing: Forbush és a pingvinek (1968)
- Mikszáth Kálmán: A kis prímás (1968)
- Zaid Habukki: A csodatevő mágus (1968)
- Jókai Mór: Erdély aranykora (1969)
- Homérosz: Odüsszeia (1970)
- Németh László: II. József (1970)
- Schiller, Friedrich: Tell Vilmos (1970)
- Lope de Vega: A hős falu (1971)
- Jókai Mór-Hárs László: Kénytelen mulatság (1973)
- Karinthy Frigyes: Egy nőt szeretni (1973)
- Áprily Lajos: Álom a vár alatt (1974)
- Berza László: Reguly Antal (1974)
- Nádasy László: Egy a sok közül (1974)
- Karinthy Frigyes: Mennyei riport (1974)
- Vágó Péter: A boszorkány (1974)
- Victor Hugo: 1793 (1974)
- Galgóczi Erzsébet: Nyári gyakorlat (1975)
- Jókai Mór: Az új földesúr (1975)
- Lev Tolsztoj: "Emlékezz Arzamaszra!" (1976)
- Hegedűs Géza: Az égbolt és a kupola (1977)
- Sluckis, Mykolas: Nem veszett a mi kutyánk? (1977)
- Victor Hugo: Nyomorultak (1978)
- E. L. Doctorow: Ragtime (1980)
- SOKFÉLE...a hiúságról (1980)
- Zoltán Péter: Melankólia (1981)
- Balázs Béla: Doktor Szélpál Margit (1983)
- Gyárfás Endre: A magyar dervis (1983)
- Muszty Bea–Dobay András: A kék csodatorta (1983)
- Vercors: Mesék borogatás közben (1983)
- Bárdos Pál: A Kancsal és a démonok (1985)
- Prokofjeva, Szofja: A varázsló tanítványa (1989)
- Gyárfás Endre: Varázsgombóc (1991)
- Kemény Egon–Ignácz Rózsa–Soós László–Ambrózy Ágoston: „Hatvani diákjai” daljáték, Breaston & Lynch Média, 2019